# Arrondissement di Mont-de-Marsan
L'arrondissement di Mont-de-Marsan è una suddivisione amministrativa francese, situata nel dipartimento delle Landes e la regione dell'Aquitania.

## Composizione
L'arrondissement di Mont-de-Marsan raggruppa 178 comuni in 17 cantoni
- cantone di Aire-sur-l'Adour
- cantone di Gabarret
- cantone di Geaune
- cantone di Grenade-sur-l'Adour
- cantone di Hagetmau
- cantone di Labrit
- cantone di Mimizan
- cantone di Mont-de-Marsan-Nord
- cantone di Mont-de-Marsan-Sud
- cantone di Morcenx
- cantone di Parentis-en-Born
- cantone di Pissos
- cantone di Roquefort
- cantone di Sabres
- cantone di Saint-Sever
- cantone di Sore
- cantone di Villeneuve-de-Marsan